# Windows XP Media Center Edition
Windows XP Media Center Edition (MCE) là một phiên bản của hệ điều hành Windows XP được thiết kế cho các tổ hợp giải trí tại nhà. Phiên bản cuối cùng, Windows XP Media Center Edition 2005, được phát hành vào 12 tháng 10 năm 2004.

## Các phiên bản
Windows XP Media Center Edition có các đợt phát hành sau, tất cả đều dựa trên Windows XP Professional với tất cả các tính năng ngoại trừ khả năng tham gia tên miền đã bị tắt ở Windows XP Media Center Edition 2005 và Terminal Services trong bản gốc.
- Một phiên bản xem trước của Windows XP Media Center Edition từ eHome của Microsoft, được ra mắt tại CES 2002. Phiên bản cuối cùng được phát hành cuối năm đó.[4]
- Windows XP Media Center Edition (tên mã "Freestyle")[5] là phiên bản gốc của Windows XP Media Center. Nó được công bố lần đầu vào 16 tháng 7 năm 2002,[5] phát hành cho nhà sản xuất vào 3 tháng 9 năm 2002 và được phát hành rộng rãi vào 29 tháng 10 năm 2002 ở Bắc Mỹ.[2]
- Windows XP Media Center Edition 2004 (tên mã "Harmony")[6] được ra mắt vào 30 tháng 9 năm 2003 và được phát hành rộng rãi như một bản nâng cấp cho các chủ sở hữu phiên bản gốc.[7]
- Windows XP Media Center Edition 2005 (tên mã "Symphony")[8] được ra mắt vào 12 tháng 10 năm 2004.[9] Nó là phiên bản MCE đầu tiên có sẵn cho các hệ thống không phải Tier 1. Ngoài ra, nó còn hỗ trợ Media Center Extenders, và hỗ trợ ghi đĩa CD/DVD-Video.[cần dẫn nguồn]
- Update Rollup 2 for Windows XP Media Center Edition 2005 ("Emerald", tháng 10 năm 2005) [10][11] là một bản cập nhật lớn cho MCE 2005 (Symphony) và được khuyến nghị tải về. Nó thêm hỗ trợ Xbox 360 như một phần mở rộng, phát sóng DVB-T, và hỗ trợ hai card ATSC tuner.

Để xác định xem mỗi phiên bản MCE dựa trên phiên bản cơ bản nào của Windows XP, ứng dụng con System Properties Control Panel có thể được sử dụng. Để xác định phiên bản MCE đang được sử dụng, chọn lựa chọn About Media Center từ phần General -> Settings trong MCE.

## Tính năng độc quyền
Windows XP Media Center Edition cần được phân biệt với một thành phần đặc biệt của nó, Media Center, một trình đa phương tiện hỗ trợ xem và ghi lại các chương trình TV, cũng như phát các DVD-Video, trình chiếu ảnh và nhạc. Media Center có giao diện người dùng được tối ưu hoá cho người dùng ở khoảng cách xa với phông chữ và biểu tượng lớn.
Không giống các sản phẩm DVR thương mại đang cạnh tranh, Microsoft không tính phí sử dụng hàng tháng cho dịch vụ hướng dẫn Media Center TV.
Do yêu cầu phần cứng khắt khe, Microsoft chọn không cung cấp Media Center như một phiên bản bán lẻ riêng. Microsoft chỉ cung cấp nó cho những người đăng ký MSDN và các OEM ở một số quốc gia. Người tiêu dùng có thể mua Media Center cài sẵn trên một máy tính, đầu thu set-top-box hoặc thiết bị nhúng mới.
Những phiên bản kế nhiệm của Windows XP không có phiên bản Media Center nhưng Media Center vẫn đi kèm với Windows.

## Windows XP Media Center Edition 2005

### Tính năng mới
- Windows Movie Maker, bao gồm nhiều hiệu ứng và hiệu ứng chuyển động và hỗ trợ ghi đĩa DVD dựa trên công nghệ AuthorScript của Sonic Solutions.
- Windows Media Player, được cập nhật lên phiên bản 10, cùng với Windows Media Format Runtime 9.5.
- Chủ đề Royale: không bao gồm trong tất cả phiên bản Windows XP khác trừ Windows XP Tablet PC Edition, nó được đi kèm và được kích hoạt theo mặc định.
- Các thành phần Microsoft Plus! Digital Media Edition: một số các ứng dụng không được đi kèm trong các phiên bản MCE trước giờ đã được bao gồm như Audio Converter, CD Label Maker, Dancer và Party Mode.
- SoundSpectrum G-Force: một phiên bản đặc biệt được đi kèm như hình trực quan nhạc của Windows Media Player.
- Bào vệ màn hình và chủ đề từ Microsoft Plus! for Windows XP được bao gồm (Aquarium, Da Vinci, Nature, Space và My Pictures Premium).
- Media Center Extender Support, các thiết bị phần cứng chuyên dụng cho phép người dùng xem các nội dung giống nhau có sẵn trên máy tính MCE qua Ethernet có dây hoặc không dây, được lần đầu giới thiệu trong phiên bản này. Linksys và các công ty khác hiện đang bán Media Center Extenders, và Microsoft bán một bộ add-on cho máy chơi trò chơi Xbox cho phép nó hoạt động như phần mở rộng này. Xbox 360 cũng có khả năng hoạt động Media Center Extender ngoài hộp, bao gồm hỗ trợ HDTV (đáng chú ý là không có trong phần mở rộng hiện tại). Media Center 2005 hiện có thể hỗ trợ lên đến 5 Media Center Extender một thiết bị.
- Phần cứng bên thứ nhất: Microsoft đã ra mắt chiếc điều khiển từ xa, bộ thu và blaster hồng ngoại của bên thứ nhất đầu tiên với MCE 2005. Một bàn phím máy tính không dây đặc biệt mới cho MCE 2005 được ra mắt vào tháng 9 năm 2005.

### Tính năng bị loại bỏ
- Tham gia tên miền Windows Server: Khả năng tham gia một tên miền Active Directory bị vô hiệu hoá theo mặc định. Các máy tính nâng cấp lên Windows Media Center từ một phiên bản Windows mà đã tham gia tên miền trước khi nâng cấp sẽ vẫn tiếp tục tham gia. Tuy nhiên, nếu họ rời tên miền thì họ sẽ không thể tham gia lại nữa. Khả năng tham gia tên miền trong lúc cài đặt phiên bản Windows này vẫn còn. Microsoft nói rằng lý do cho việc ngừng hỗ trợ này là để hỗ trợ Media Center Extenders vốn cần tính năng chuyển đổi người dùng nhanh.[12] Người dùng có khả năng bật lại tính năng tham gia tên miền bằng cách chỉnh sửa registry của Windows registry.[13]

## Yêu cầu phần cứng

Màn hình thông tin phiên bản của MCE chạy trên một máy tính Intel Core 2 Duo.

Media Center có yêu cầu phần cứng cao hơn các phiên bản khác của Windows XP. MCE 2005 yêu cầu ít nhất một vi xử lý 1.6 GHz, DirectX 9.0 GPU gia tốc phần cứng (ATI Radeon 9 series hoặc nVidia GeForce FX Series hoặc cao hơn), và 256 MB RAM. Một số chức năng, như hỗ trợ Media Center Extender, sử dụng nhiều tuner, hoặc phát lại/thu HDTV cần phần cứng cao hơn.
Media Center bị giới hạn số phần cứng hỗ trợ nhiều hơn hầu hết các giải pháp phần mềm DVR khác. Tuner của Media Center phải có một giao diện trình điều khiển được tiêu chuẩn hoá, và chúng phải có bộ mã hoá phần cứng MPEG-2 (điều này đã được thay đổi khi các công ty như ATI đã viết trình điều khiển để hỗ trợ MCE 2005 với thẻ All-In-Wonder và thẻ HDTV Wonder), hỗ trợ phụ đề đóng, và một vài tính năng khác. Điều khiển từ xa cho Media Center được tiêu chuẩn hoá về nhãn của các nút và các chức năng và bố cục chung ở mức độ thấp hơn.

### Liên kết từ bên thứ ba
- Australian Media Center Community Lưu trữ ngày 23 tháng 7 năm 2015 tại Wayback Machine
- German Media Center Community Lưu trữ ngày 22 tháng 4 năm 2017 tại Wayback Machine
- The Green Button: The Green Button
- David Fleischman of MCE Project Management
- Freeware to automatically convert Media Center recordings to DivX, H.264 and WMV